# Adri van Tiggelen
Adri van Tiggelen, właśc. Adrianus Andreas van Tiggelen (ur. 16 czerwca 1957 w Oud-Beijerland) – holenderski piłkarz, grający na pozycji lewego obrońcy. Z reprezentacją Holandii, w której barwach od 1983 do 1992 roku rozegrał 56 meczów, zdobył w 1988 roku mistrzostwo Europy, a cztery lata później brązowy medal na Euro 1992. Był zawodnikiem m.in. Sparty Rotterdam, FC Groningen, RSC Anderlecht i PSV Eindhoven.